# Lissey
Lissey est une commune française située dans le département de la Meuse, en région Grand Est.

## Géographie

### Hydrographie
La commune est dans le bassin versant de la Meuse au sein du bassin Rhin-Meuse. Elle est drainée par la Thinte, le ruisseau le Harbon, le ruisseau de la Bergerie, le ruisseau de Peuvillers et le ruisseau la Jonchere,.
La Thinte, d'une longueur de 17 km, prend sa source dans la commune de Azannes-et-Soumazannes et se jette  dans le Loison à Vittarville, après avoir traversé neuf communes. 

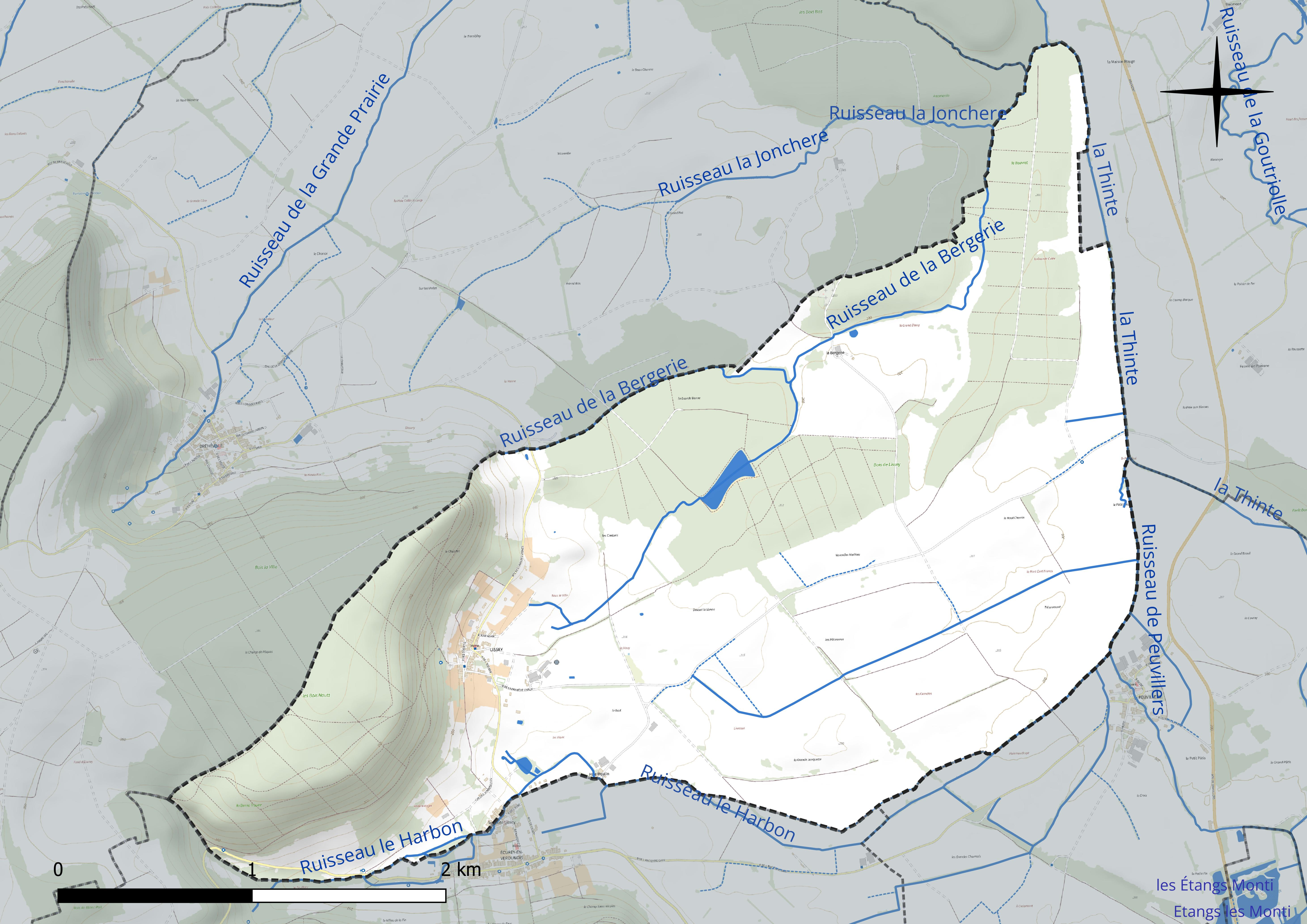
Réseau hydrographique de Lissey.

### Climat
Pour des articles plus généraux, voir Climat du Grand Est et Climat de la Meuse.
En 2010, le climat de la commune est de type climat de montagne, selon une étude du Centre national de la recherche scientifique s'appuyant sur une série de données couvrant la période 1971-2000. En 2020, Météo-France publie une typologie des climats de la France métropolitaine dans laquelle la commune est exposée à un climat océanique altéré et est dans la région climatique  Lorraine, plateau de Langres, Morvan, caractérisée par un hiver rude (1,5 °C), des vents modérés et des brouillards fréquents en automne et hiver. 
Pour la période 1971-2000, la température annuelle moyenne est de 9,9 °C, avec une amplitude thermique annuelle de 16,2 °C. Le cumul annuel moyen de précipitations est de 958 mm, avec 13,8 jours de précipitations en janvier et 9,8 jours en juillet. Pour la période 1991-2020, la température moyenne annuelle observée sur la station météorologique de Météo-France la plus proche, « Mouzay », sur la commune de Mouzay à 14 km à vol d'oiseau, est de 10,6 °C et le cumul annuel moyen de précipitations est de 789,5 mm. 
La température maximale relevée sur cette station est de 40,4 °C, atteinte le 24 juillet 2019 ; la température minimale est de −15,3 °C, atteinte le 20 décembre 2009,,. 
Les paramètres climatiques de la commune ont été estimés pour le milieu du siècle (2041-2070) selon différents scénarios d'émission de gaz à effet de serre à partir des nouvelles projections climatiques de référence DRIAS-2020. Ils sont consultables sur un site dédié publié par Météo-France en novembre 2022.

## Urbanisme

### Typologie
Au 1er janvier 2024, Lissey est catégorisée commune rurale à habitat dispersé, selon la nouvelle grille communale de densité à sept niveaux définie par l'Insee en 2022.
Elle est située hors unité urbaine et hors attraction des villes,.

### Occupation des sols
L'occupation des sols de la commune, telle qu'elle ressort de la base de données européenne d’occupation biophysique des sols Corine Land Cover (CLC), est marquée par l'importance des territoires agricoles (62,1 % en 2018), une proportion sensiblement équivalente à celle de 1990 (61,4 %). La répartition détaillée en 2018 est la suivante : 
prairies (48,9 %), forêts (37,9 %), terres arables (8,4 %), zones agricoles hétérogènes (4,8 %). L'évolution de l’occupation des sols de la commune et de ses infrastructures peut être observée sur les différentes représentations cartographiques du territoire : la carte de Cassini (XVIIIe siècle), la carte d'état-major (1820-1866) et les cartes ou photos aériennes de l'IGN pour la période actuelle (1950 à aujourd'hui).

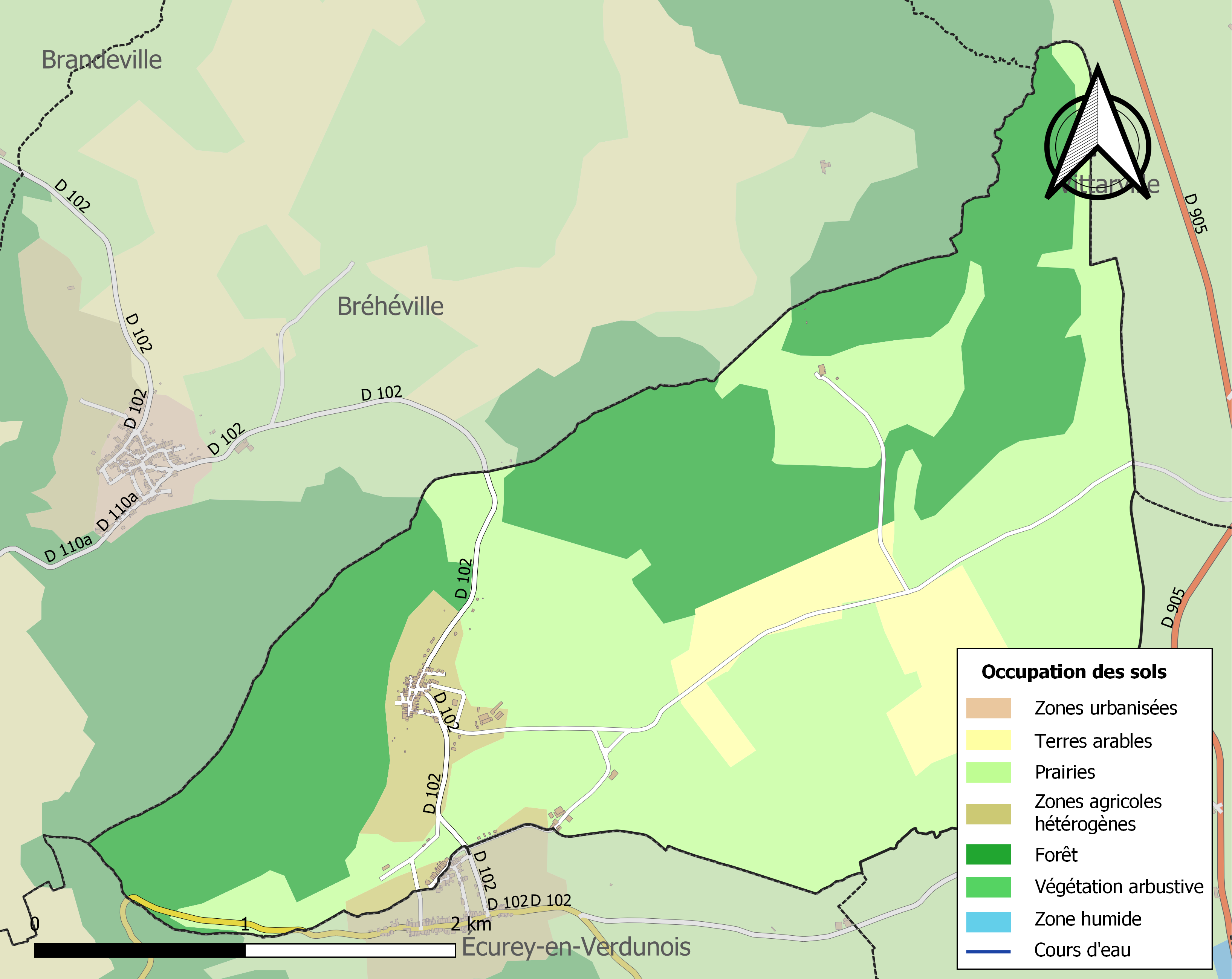
Carte des infrastructures et de l'occupation des sols de la commune en 2018 (CLC).

## Toponymie
Le nom de la localité est attesté sous les formes Lucey (1233) ; Liceÿ (1533) ; Licey (1566) ; Licy (1581) ; Liceium (1738).

## Histoire
Faisait partie du Luxembourg français avant 1790, dans le bailliage de Marville et était rattaché au diocèse de Verdun.
C'est le lieu de naissance de Robert-Pol Dupuy.

## Politique et administration
| Période                                  | Période  | Identité             | Étiquette | Qualité |
| ---------------------------------------- | -------- | -------------------- | --------- | ------- |
| Les données manquantes sont à compléter. |          |                      |           |         |
| avant 1988                               | ?        | Georges Aubry        |           |         |
| mai 2020                                 | En cours | Bertrand Le François |           |         |

## Population et société

### Démographie
L'évolution du nombre d'habitants est connue à travers les recensements de la population effectués dans la commune depuis 1793. Pour les communes de moins de 10 000 habitants, une enquête de recensement portant sur toute la population est réalisée tous les cinq ans, les populations de référence des années intermédiaires étant quant à elles estimées par interpolation ou extrapolation. Pour la commune, le premier recensement exhaustif entrant dans le cadre du nouveau dispositif a été réalisé en 2007.

En 2022, la commune comptait 105 habitants, en évolution de −7,08 % par rapport à 2016 (Meuse : −4,4 %, France hors Mayotte : +2,11 %).
| 1793 | 1800 | 1806 | 1821 | 1831 | 1836 | 1841 | 1846 | 1851 |
| ---- | ---- | ---- | ---- | ---- | ---- | ---- | ---- | ---- |
| 377  | 401  | 418  | 420  | 423  | 430  | 463  | 456  | 471  |

| 1856 | 1861 | 1866 | 1872 | 1876 | 1881 | 1886 | 1891 | 1896 |
| ---- | ---- | ---- | ---- | ---- | ---- | ---- | ---- | ---- |
| 382  | 408  | 446  | 444  | 429  | 377  | 363  | 350  | 338  |

| 1901 | 1906 | 1911 | 1921 | 1926 | 1931 | 1936 | 1946 | 1954 |
| ---- | ---- | ---- | ---- | ---- | ---- | ---- | ---- | ---- |
| 314  | 317  | 272  | 221  | 194  | 184  | 176  | 160  | 171  |

| 1962 | 1968 | 1975 | 1982 | 1990 | 1999 | 2006 | 2007 | 2012 |
| ---- | ---- | ---- | ---- | ---- | ---- | ---- | ---- | ---- |
| 156  | 140  | 126  | 123  | 133  | 135  | 136  | 136  | 121  |

| 2017 | 2022 | - | - | - | - | - | - | - |
| ---- | ---- | - | - | - | - | - | - | - |
| 111  | 105  | - | - | - | - | - | - | - |

## Culture locale et patrimoine

### Lieux et monuments
- L'oppidum gallo-romain.
- Le cimetière allemand avec chapelle, 822 Allemands (1914-1918).
- La mairie-lavoir.
- L'orme de Sully.
- Le centre d'entraînement de chevaux de bétail (cutting horse).
- L'église Saint-Rémy, construite en 1780.
- La chapelle du cimetière militaire allemand (XXe siècle).

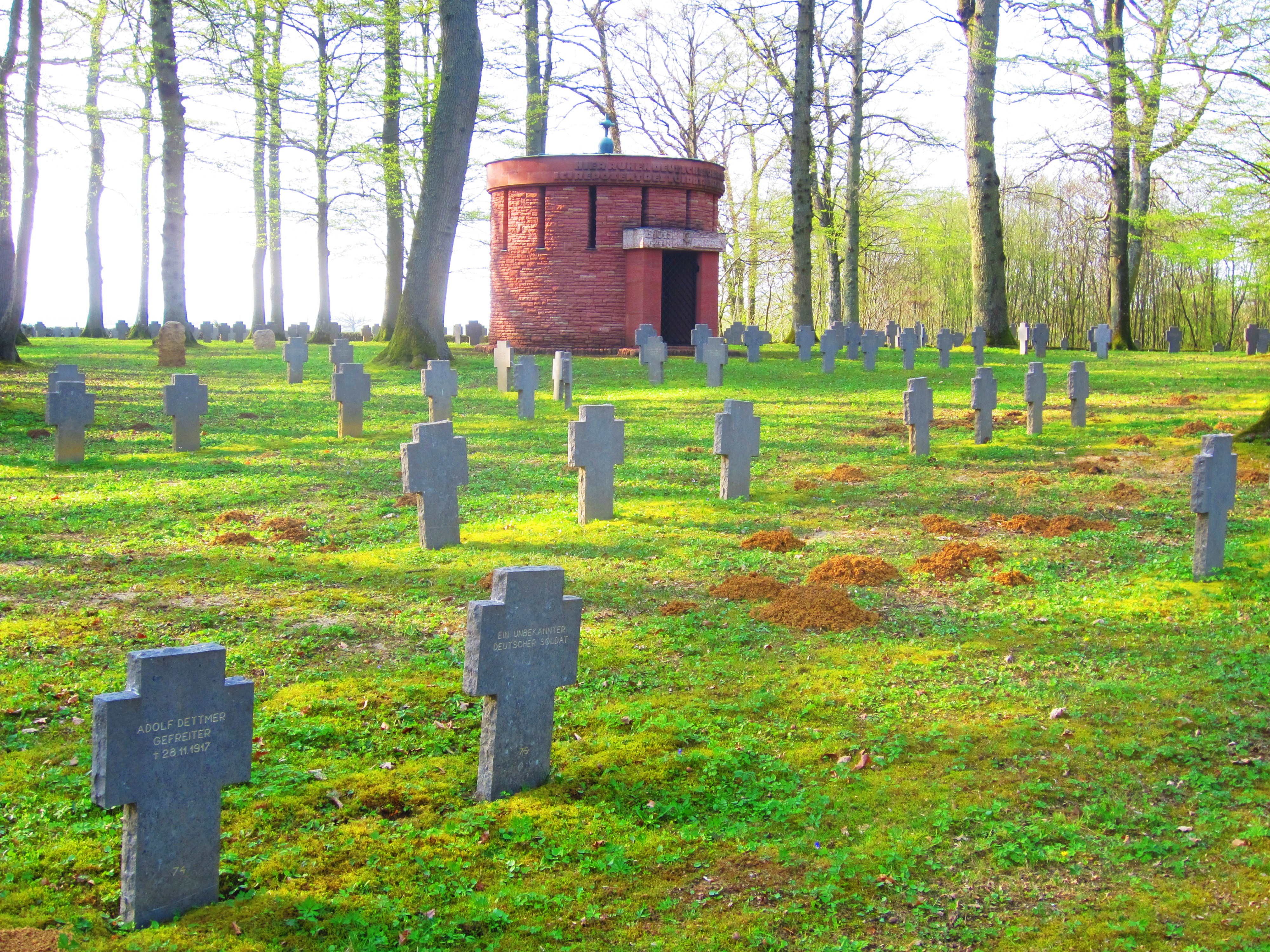
Le cimetière militaire allemand.
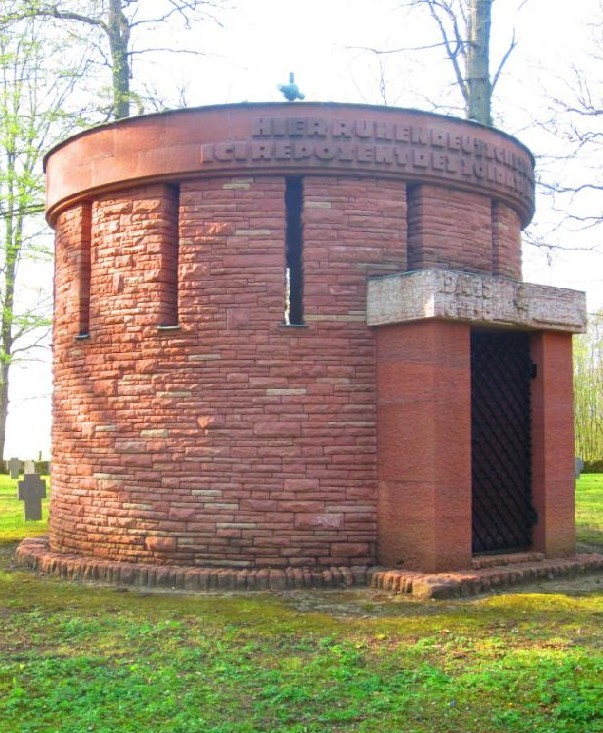
Chapelle du cimetière militaire allemand.

### Personnalités liées à la commune
- Le général Robert-Pol Dupuy, né à Lissey le 22 octobre 1903 où il décède le 8 avril 1973.

### Héraldique
| Blason de Lissey | Blason  | Écartelé en sautoir au 1° d'azur à la colombe d'argent tenant dans son bec une ampoule d'or, au 2° d'or au lion à double queue de gueules couronné lampassé et armé d'argent, au 3° d'or à la tour de gueules maçonnée de sable ouverte et ajourée d'argent, au 4° d'azur à la grappe de raisin d'argent. |
| Blason de Lissey | Détails | Création de D. Lacorde et R.A. Louis. Adopté en juin 2015. |